# Nightmares Made Flesh

Nightmares Made Flesh est le deuxième album du groupe suédois de death metal Bloodbath, publié par Century Media le 27 septembre 2004. Le travail sur cet album se montre tout aussi agressif dans la nature que sur le précédent album, mais son son se dirige vers un aspect plus technique.

## Titres
1. Cancer Of The Soul 3:33
2. Brave New Hell 4:02
3. Soul Evisceration 3:38
4. Outnumbering The Day 3:15
5. Feeding The Undead 4:04
6. Eaten 4:18
7. Bastard Son Of God 2:51
8. Year Of The Cadaver Race 4:33
9. The Ascension 3:51
10. Draped In Disease 3:59
11. Stillborn Saviour 3:39
12. Blood Vortex 3:30